# Forte Bhangarh
O Forte Bhangarh é a ruína de um forte construído no século XVI, localizado ao pé das colinas da cordilheira Aravali, no distrito de Alwar, no estado de Rajastão, na Índia. O forte possui a lenda de ser amaldiçoado e ser o local mais assombrado do país.

## História
No ano de 1573, o forte foi construído, a pedido do governante Kachwaha de Âmbar, Raja Bhagwant Singh, para servir de residência para seu filho mais novo Madho Singh. Com a morte de Madho Singh, o forte foi herdado pelo seu filho Chatr Singh. Após a morte de Chatr Singh, no ano de 1630, a aldeia de Bhangarh começou a entrar em declínio. Com a queda do Império Mughal, Jai Singh II incorporou Bhangarh às suas propriedades a força, no ano de 1720. Com a grande fome de 1783, o restante da população abandonou a aldeia.

## Ruínas
O acesso ao complexo do forte se dá através dos portões Lahori, Ajmeri, Phulbari e Delhi, além do portão principal. Ao longo da rua principal, antes de chegar ao Palácio Real, é possível ver as ruínas de bazares de jauhri, das casas de dançarinas (Nartakiyon Ki Haveli), do Templo de Gopinath, Templo de Someshwar, Templo Keshav Rai, Templo Mangla Devi, Templo de Ganexa, da casa do padre-chefe (Purohitji Ki Havelie) uma árvore banyan de mais de 300 anos. Todos os templos possuem arquitetura nagara. O Palácio Real ainda possui quatro pavimentos, sendo três pavimentos acessíveis, com paredes internas intactas.

## Lenda
Há duas versões da lenda da maldição. A primeira versão é sobre um mago tântrico, que praticava magia negra, e se apaixonou pela princesa Ratnavati, filha de Chatr Singh. Sabendo que ela recebia muitas propostas de casamento e que ele não seria escolhido, o mago lançou um feitiço de amor em um perfume e ofereceu a princesa. A princesa descobriu sobre o feitiço e jogou o frasco em um pedregulho que rolou para cima do mago, matando-o, mas antes de morrer, o mago lançou uma maldição na princesa, em sua família e em toda a aldeia. No ano seguinte da morte do mago, em uma guerra travada entre Bhangarh e Ajabgarh, a princesa Ratnavati, os moradores do castelo e quase todo o exército de Bhangarh foram mortos. E dizem que as almas dos moradores do castelo e da aldeia assombram o forte até hoje. A segunda versão é sobre um sadhu chamado Baba Balau Nath, que vivia no topo da colina onde o forte foi construído. O guru impôs uma condição para permitir a construção do forte no local, que era nunca deixar a construção do forte fazer sombra em sua casa. Mas Ajab Singh, neto de Madho Singh, construiu colunas no forte que fizeram sombra na casa do guru. O guru lançou uma maldição ao forte e em toda a aldeia. Devido a maldição, as pessoas acreditam que os moradores da aldeia ou do forte estão condenadas para sempre à desolação, e se algum aldeão tentar construir um telhado, aparentemente desmorona sem motivo algum.

## Turismo
O Forte Bhangarh é aberto ao público. É terminantemente proibido entrar no forte à noite. Seus portões são trancados e há uma placa da Archaeological Survey of India (ASI) informando sobre a proibição.